# Werner Hansch

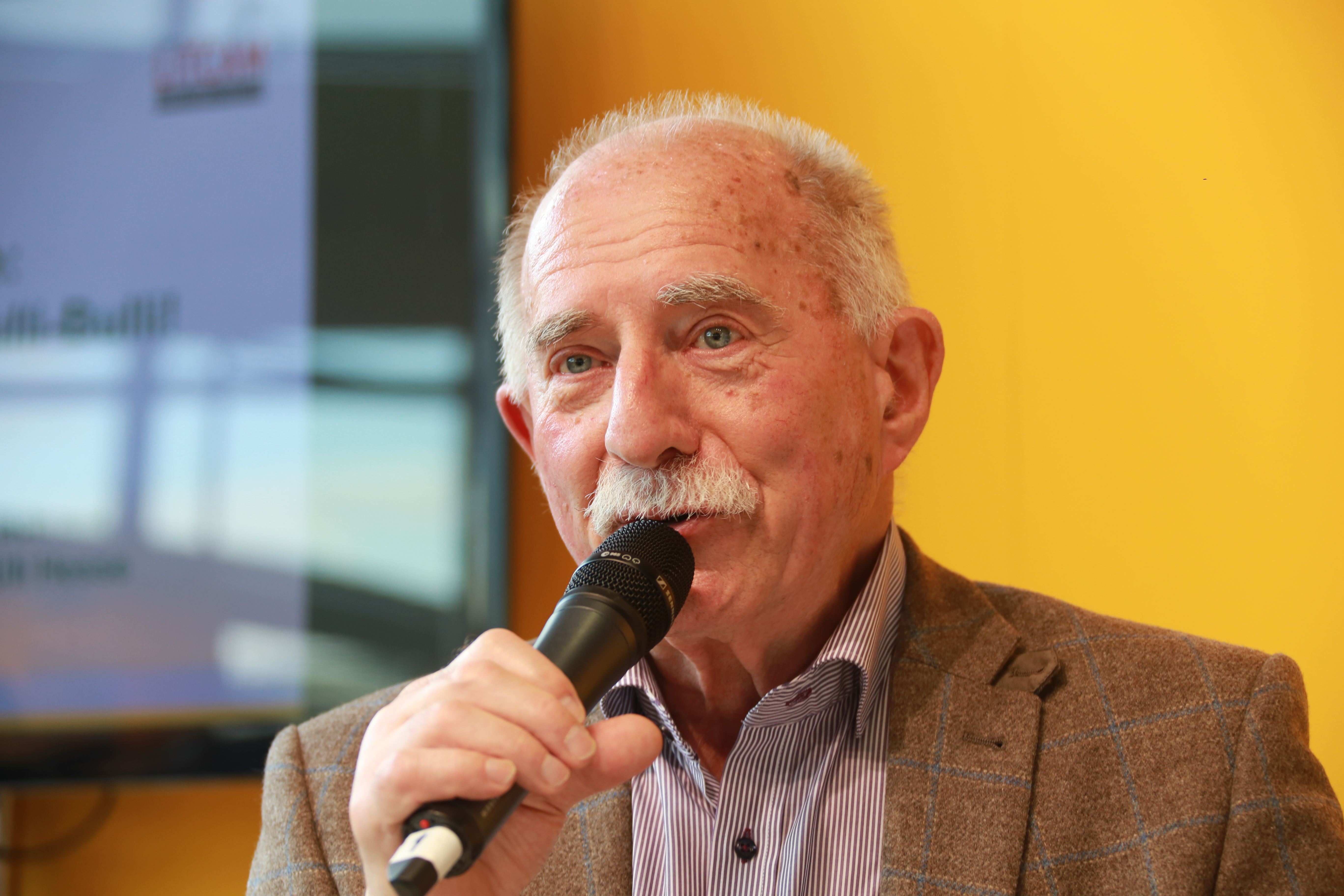
Werner Hansch (2014)

Werner Hansch (* 16. August 1938 in Recklinghausen) ist ein deutscher Sportreporter.

## Leben
Nach dem Abitur nahm er ein Studium der Rechtswissenschaften und Neueren Geschichte mit dem Ziel auf, Diplomat zu werden. Geschichte studierte er von 1958 bis 1961 an der Universität Münster und zwei Semester in Berlin.
Das Studium brach Hansch 22-jährig im fünften Semester ab, als innerhalb von vier Wochen beide Elternteile starben. Anschließend war er vorübergehend wie sein Vater im Bergbau unter Tage tätig. Nach kurzer Zeit begann er ein Pädagogikstudium und arbeitete anschließend von 1965 bis 1968 als Lehrer. Von 1972 bis 1976 absolvierte Hansch an der Ruhr-Universität Bochum ein Studium der Soziologie und Politikwissenschaften, das er als Diplom-Sozialwissenschaftler mit Auszeichnung abschloss.
Hansch kam durch einen Freund zur Pressearbeit auf die Trabrennbahn Recklinghausen. Er kommentierte dort wegen einer Erkrankung des Sprechers der Rennbahn die Rennen und bekam dabei sehr großen Zuspruch von seinen Hörern. 1973 vertrat er den verhinderten Stadionsprecher des FC Schalke 04 und wurde dessen Nachfolger bis 1978. Bei seinem ersten Heimspiel „Auf Schalke“ kündigte er den Schalker Torhüter Norbert Nigbur wie bei einem Pferderennen „… mit der Startnummer eins“ an.
Der Westdeutsche Rundfunk (WDR) stellte ihn im November 1978 als Hörfunk-Sportreporter ein, wo er für den Fußball und alle Pferdesportarten zuständig war. Das erste Fußballspiel, das er für den WDR kommentierte, war die Begegnung Preußen Münster gegen Bayer Leverkusen am 4. November 1978 im Preußenstadion. Wegen seiner lockeren und umgangssprachlichen Kommentierungen fand Hansch schnell Anerkennung bei Zuhörern und Kollegen. 
Im Dezember 1990 wurde Hansch Fernsehreporter für die ARD-Sportschau. Im August 1992 wechselte er zu Sat.1, wo er bis zum Sommer 2006 Spiele der Bundesliga, der Champions League und des UEFA-Pokals kommentierte. Im folgenden Jahr arbeitete Hansch als Sportjournalist beim Pay-TV-Sender Arena. Er war außerdem als Kommentator in der Videospielserie FIFA tätig.
Hansch moderierte 2009 zusammen mit Matthias Opdenhövel und Charlotte Engelhardt die Sportspielshow WipeOut – Heul nicht, lauf! auf Pro7. 
Im August 2020 nahm Hansch mit 82 Jahren als bis dahin ältester Kandidat bei Promi Big Brother teil und ging als ältester Sieger einer Reality-Show weltweit aus der achten Staffel hervor. Während der Sendung gab er an, dass er über einen längeren Zeitraum auf Pferdewetten gesetzt habe und der Spielsucht verfallen gewesen sei. Seit etwa 2009 habe er rund eine halbe Million Euro verloren, und im März 2019 habe sich seine Lebensgefährtin, mit der er seit 1987 zusammen war, von ihm getrennt. Es sei ihm nun ein Bedürfnis, andere vor den Gefahren der Spielsucht und der Verführung durch Sportwetten zu warnen. 
Im Juni 2021 hat Hansch unter dem Namen Hanschspiel einen eigenen Podcast gestartet. Zusammen mit TV-Journalist Carsten Kulawik kommentiert er alle zwei Wochen das aktuelle Fußballgeschehen. 
2022 wurde er bei einem Wohltätigkeits-Fußball-Miniturnier vor ca. 5000 Zuschauern in der Glückauf-Kampfbahn in Gelsenkirchen in den Ruhestand verabschiedet.
Nach Überwindung seiner langjährigen Spielsucht gründete Hansch mit einem Anwalt das Start-up „Zockerhelden“, das für Spieler Verluste zurückholen soll, die sie in Online-Casinos verspielt haben.

## Publikationen
- in Zusammenarbeit mit Uli Hesse: „… Alles andere ist Schnulli-Bulli!“ Mein verrücktes Reporterleben. Verlag Die Werkstatt, Göttingen 2014, ISBN 978-3-7307-0135-5.
- in Zusammenarbeit mit Hermann Beckfeld: Einmal Hölle und zurück! Mein brutaler Abstieg in die Spielsucht. Verlag Summerfield Books, Wiesbaden 2021, ISBN 978-3-946353-70-6.

## Auszeichnungen
Im Herbst 1997 wurde Werner Hansch mit dem Goldenen Löwen von RTL und mit dem Telestar von ARD/ZDF ausgezeichnet.

## Diskografie
- 2020: Ich bin verliebt (Werner Hansch & Matthias Distel a.k.a. Ikke Hüftgold; Single)

## Filmografie (Auswahl)
- 1983: Die Heartbreakers
- 1985: Alles Paletti
- 1992: Kleine Haie
- 1995: Rennschwein Rudi Rüssel
- 2001: Der Ball ist verdammt rund
- 2001: 100 Pro
- 2003: Der Ärgermacher
- 2012: Old Ass Bastards
- 2017: Rock My Heart – Mein wildes Herz
- 2019: Ohne Schnitzel geht es nicht 1. Schnitzel á la Hollywood
- 2023: Tatort: Cash[6]